# オリヴィエ・ブザンスノ

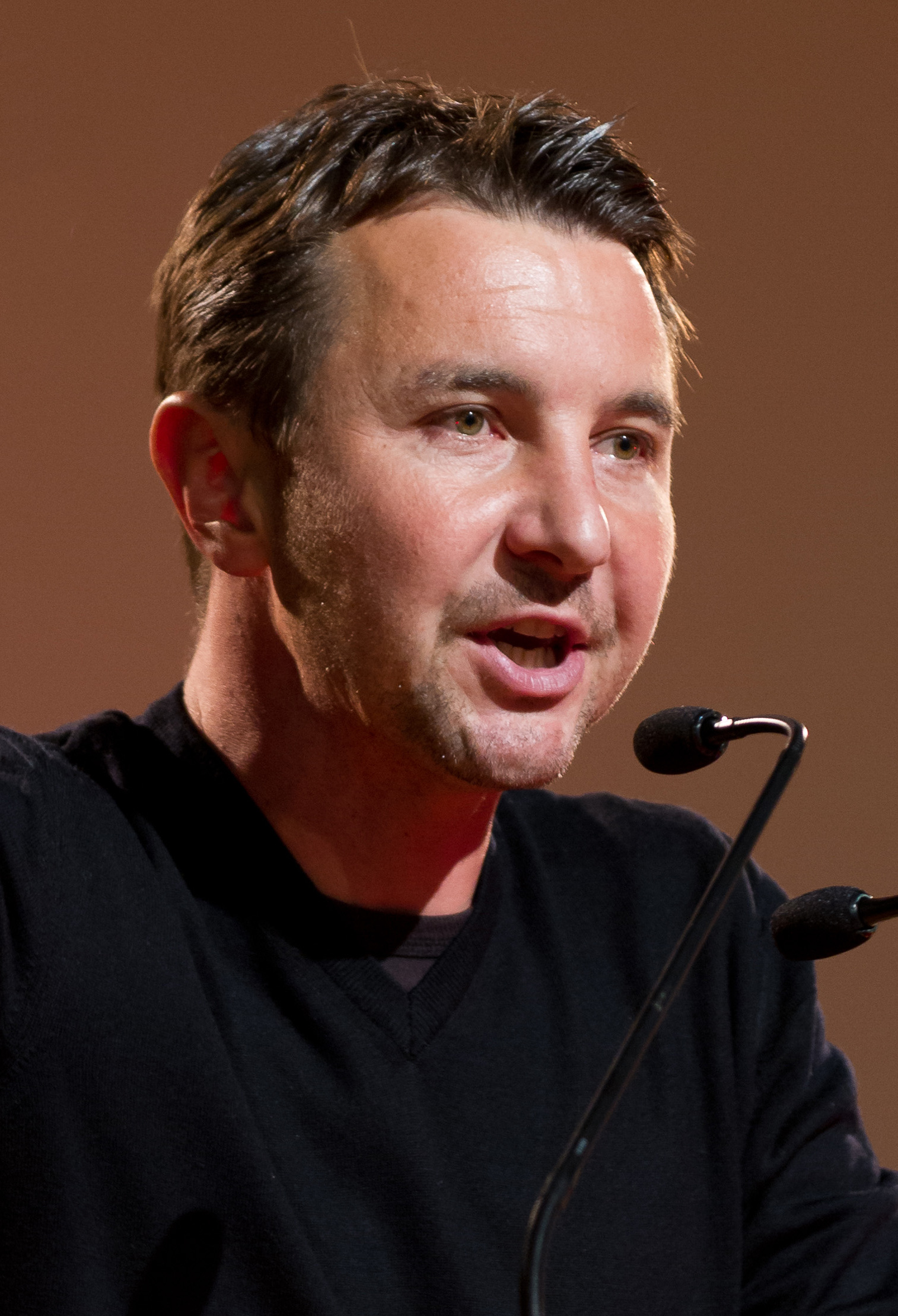
オリヴィエ・ブザンスノ（2012年撮影）

オリヴィエ・ クリストフ・ブザンスノ(Olivier Christophe Besancenot 、1974年4月18日 - )は、フランスのトロツキスト政党で国際革命組織第四インターナショナル統一書記局フランス支部である革命的共産主義者同盟（LCR）から2009年2月に移行した反資本主義新党の政治家である。現役の郵便局員（フランス郵政公社）で「戦闘的労働運動」を標榜する労組連合体であるSUD-PTTにも所属している。
2002年フランス大統領選挙に革命的共産主義者同盟（LCR）から立候補し、120万票（4.25パーセント）を獲得した。
2007年フランス大統領選挙に再び革命的共産主義者同盟から立候補し149万8581票（4.08パーセント）を獲得し、12人の候補者中5位となった。フランス社会党以外の「左の左」と呼ばれる左翼諸政党の中では一番多くの得票を得た。
ブザンスノーと呼ぶ場合がある。

## 経歴

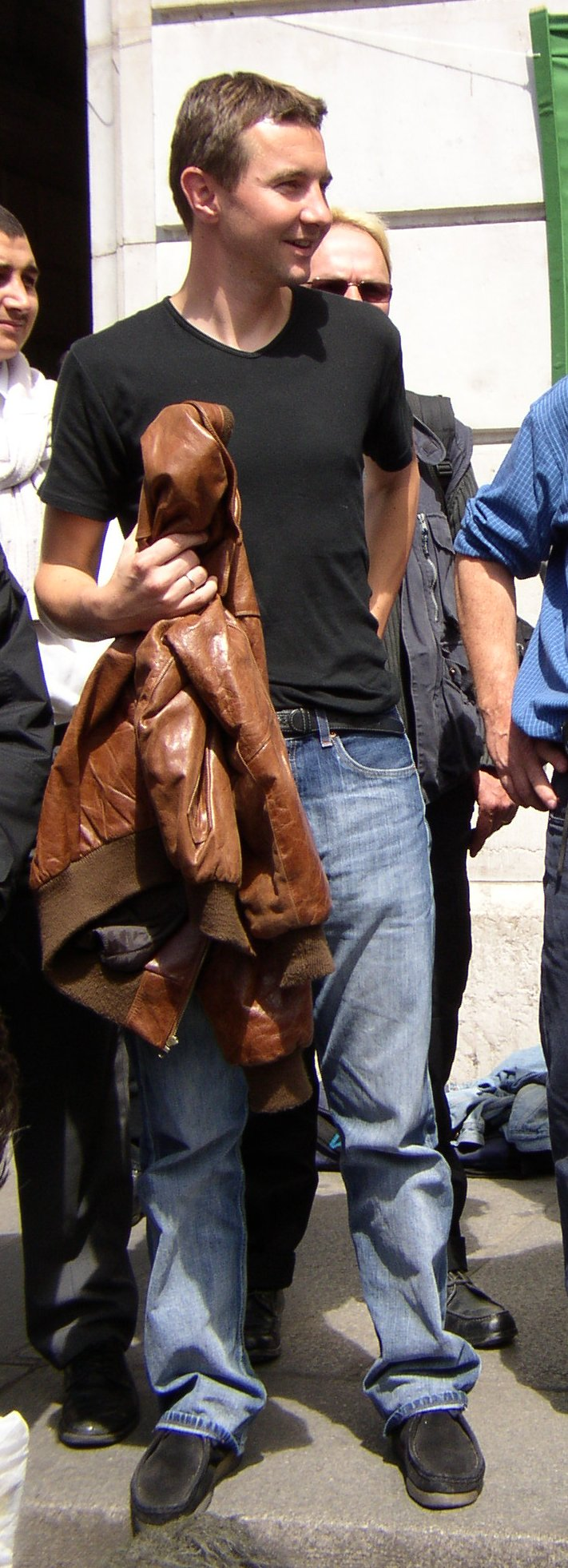
オリヴィエ・ブザンスノ

1974年4月18日パリ西郊のオー＝ド＝セーヌ県ルヴァロワ＝ペレに生まれる。父ミシェル・ブザンスノは教師、母は、学校臨床心理士である。
1988年14歳で、LCRの青年組織である革命的共産主義者青年（JCR）に所属。高校生運動の活動家として、頭角を現した。
パリ第10大学（ナンテール）で歴史学を専攻。パリ第6大学（ピエール・エ・マリ・キュリー）で現代史に関する研究で修士号を取得する。
大学で歴史を学ぶ傍ら、スーパーマーケットでフランス労働総同盟の支部を設立し、勤務した。1991年LCRに入党する。
1997年からヌイイ＝シュル＝セーヌ（Neuilly-sur-Seine）地区の郵便局員（郵便配達員）として勤務している。また、フランスの労働組合Sud-PTTのメンバーにもなる。なお、1999年から2000年まで欧州議会議員となったアラン・クリヴィヌ（アラン・クリヴィンヌ）Alain Krivineの秘書を務めるためとして郵便局を休職している。2001年と2002年には、ポルト・アレグレで開催された世界社会フォーラムに参加した。
2002年大統領選挙にLCRから立候補した。ブザンスノは立候補当時、27歳で全候補者中、最年少でありフランス大統領選挙史上、最年少の候補者として注目された。120万票（4.25パーセント）を獲得した。18-24歳までの青年層の間では、ブザンスノ候補の得票率は、16人の大統領候補中、シラクの15.7％に次ぐ第2位の13.9％で、左翼諸政党の中では第一位であった
2007年大統領選挙に再度、立候補し「Nos vies valent plus que leurs profits! 僕達の人生は彼らの収益よりも価値がある！」をスローガンに、反新自由主義、反グローバリズムを展開し、富の再分配、大企業のレイオフの禁止などを主張した。選挙戦では、その演説の巧みさから青年層を中心とした支持を得、150万票（4.08パーセント）を得票し12人の候補者中5位につけて大健闘した。第2回投票では、社会党のセゴレーヌ・ロワイヤルへの投票を呼びかけている。
アラン・クリヴィヌ、ロゼリーヌ・ヴァケッタ Roseline Vachettaとともに、LCRのスポークスマンを務め、トロツキスト政党であるLCRのメンバーであるにも拘らず、自らの思想的立場を「トロツキストと言うよりゲバラ主義者に近い」と語ったことが話題となった。
現在、2009年2月に始動した反資本主義新党の指導部である全国政治評議会のメンバーで、メインスポークスパーソンとして活動する。しかし、2011年3月末に行われたフランスの県議会議員選挙後の4月4日にメイン・スポークスパーソン職をミリアム・マルタンとクリスティン・プーパンの二人に引き継いだ。また、2012年実施予定の大統領選で現職大統領ニコラ・サルコジの有力対抗馬になり得る存在と目されていたが、5月初頭に2012年の大統領選には立候補しないことを明らかにした。

## 人物
上記の経歴から国内の反対者からは「赤い郵便配達員」と呼ばれて軽蔑されている。
2022年のロシアによるウクライナ侵攻で、ウクライナはロシア帝国主義の被害者であるとして、ウクライナの支援を主張している。

## 著作
- Tout est à nous (2002), ISBN 2-207-25309-0, Denoël
- Révolution (100 mots pour changer le monde, 2003), ISBN 2-290-33828-1, Flammarion